# Związek Spółdzielni Polskich w Niemczech
.

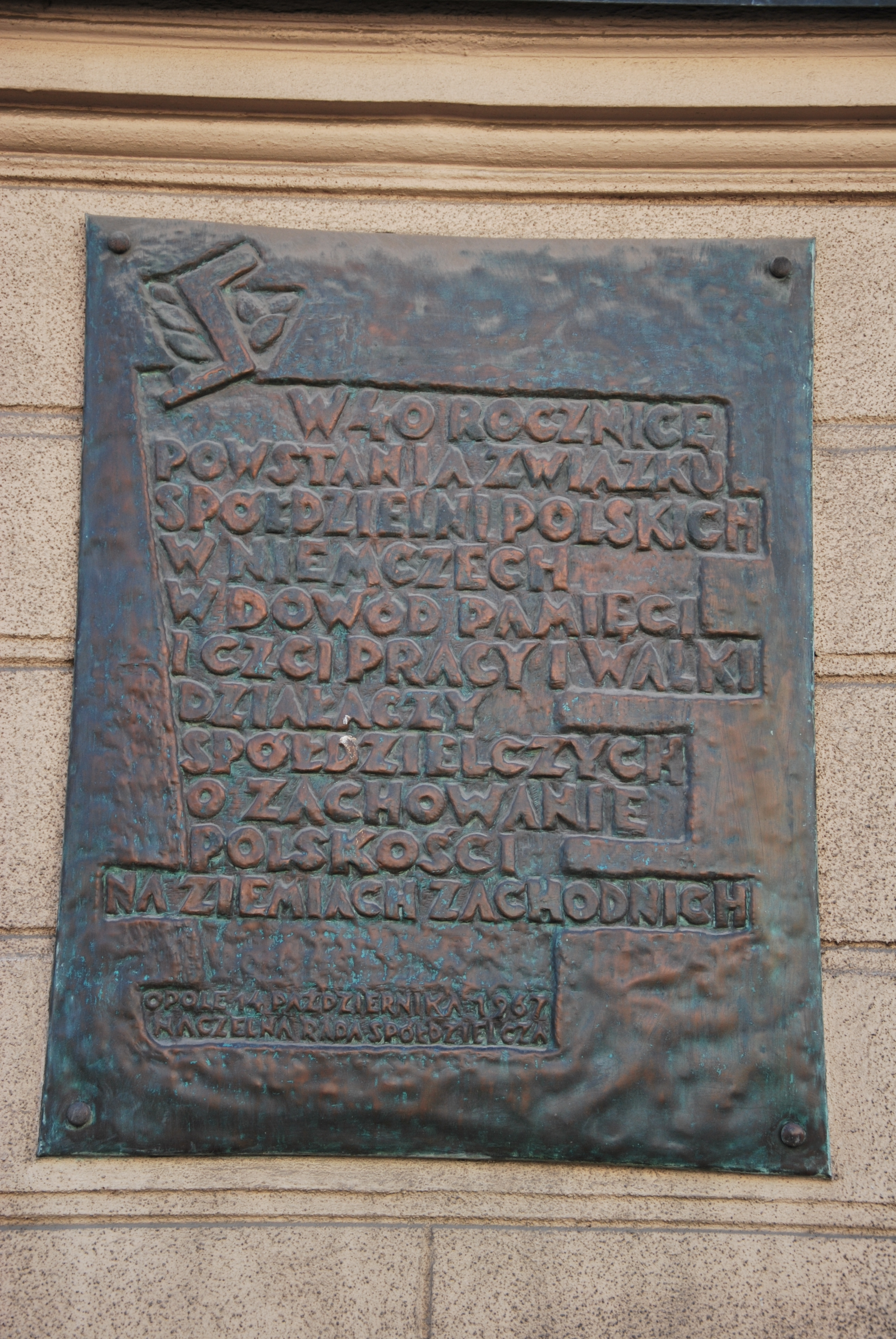
Tablica z 1967 r. upamiętniająca Związek Spółdzielni Polskich w Niemczech. Opole, rynek w Opolu

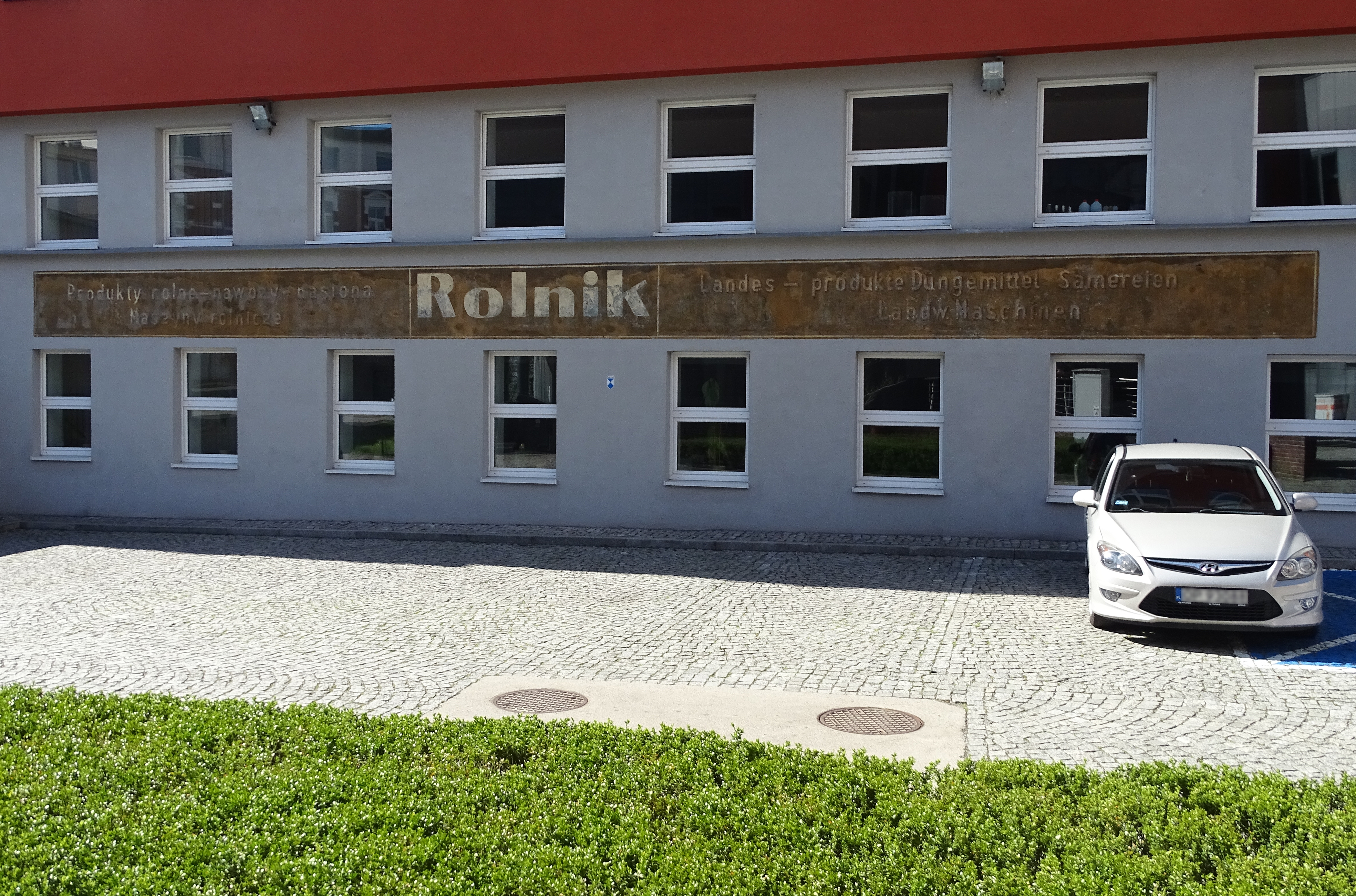
Szyld międzywojennej spółdzielni Rolnik w Opolu. Budynek ul. Kominka 6

Związek Spółdzielni Polskich w Niemczech – istniejąca w latach 1923–1939 organizacja gospodarcza, zrzeszająca działające w Niemczech spółdzielnie utworzone przez Polaków.  
Organizację założono w Opolu pod nazwą Związek Spółdzielni Śląskich 1 sierpnia 1923 r., a na prezesa wybrano Kazimierza Malczewskiego. W pierwszych latach grupowała polskie spółdzielnie tylko z niemieckiej części Śląska, jednak w czerwcu 1927 zdecydowano, że zasięg działania obejmie całe ówczesne Niemcy, a we wrześniu 1932 uwzględniono to w nazwie, zmieniając ją na Związek Spółdzielni Polskich w Niemczech. W tymże roku wybrano na prezesa Stefana Szczepaniaka. Do powstania organizacji i późniejszych zmian koncepcji jej działania doszło z inicjatywy Związku Polaków w Niemczech. W 1927 do Związku Spółdzielni należało 35 członków, zarówno prowadzących działalność finansową (spółdzielnie kredytowe i banki), jak i handlową lub rolniczą. Główną grupą spółdzielców w polskich spółdzielniach w Niemczech byli ubodzy drobni rolnicy, co negatywnie rzutowało na ekonomiczne możliwości rozwoju tego ruchu. Spółdzielnie polskie w Niemczech otrzymywały pomoc finansową (kredyty) i szkoleniową od różnych organizacji w Polsce, zwłaszcza od oddziału Banku Polskiego w Katowicach (Garbal podaje inną nazwę tego banku - PKO), a w mniejszym stopniu od innych banków i władz państwowych. Co najmniej od początku 1939 r. władze niemieckie drastycznie nasiliły działania skierowane przeciwko polskiej spółdzielczości, obejmujące również akcje zastraszania jej członków. Doprowadziło to do zaniku możliwości działania. Po zaatakowaniu Polski we wrześniu 1939, III Rzesza 4 IX zlikwidowała organizację i skonfiskowała majątki spółdzielni ją tworzących, a wiele osób z kierownictwa zostało aresztowanych i wysłanych do obozów koncentracyjnych. 